# Cetatea Dejului
Cetatea Dejului, județul Cluj (amplasată pe "Dealul Rozelor") a fost construita intre anii 1214-1235 si este înscrisă pe lista monumentelor istorice din județul Cluj elaborată de Ministerul Culturii și Patrimoniului Național din România în anul 2010.